# Of Machines
Of Machines (также известны как We Are Kings) — американская пост-хардкор-группа из города Атланта, штат Джорджия. В октябре 2008 года группа подписала контракт с лейблом Rise Records, на котором и выпустила свой первый и единственный альбом As If Everything Was Held in Place летом 2009 года. Группа распалась 19 апреля 2010 года. В начале 2013 года группа объявила о своем возрождении. Окончательно распались летом 2015 года.

## Участники

### Последний состав
- Дилан Андерсон (англ. Dylan Anderson) — вокал (2006—2010, 2013-2015)
- Джон Луго (англ. Jon Lugo) — гитара (2006—2010, 2013-2015)
- Майкл Матаджек (англ. Michael Matejick) — гитара (2006—2010, 2013-2015)
- Марк Таннер (англ. Mark Tanner) — бас-гитара (2006—2010, 2013-2015)

### Бывшие участники
- Брент Гиствайт (англ. Brent Guistwite) — ударные (2010)
- Лониэль Робинсон (англ. Loniel Robinson) — ударные (2009—2010)
- Беннет Фримэн (англ. Bennett Freeman) — скрим (2006—2009)
- Остин Торнтон (англ. Austin Thornton) — ударные, программирование (2006—2009)

## Дискография
- As If Everything Was Held in Place (Rise Records, 2009)

## Видеография
- «Things Too Visible to See» (2009)

## Рецензии
- — рецензия на альбом «As If Everything Was Held in Place» на сайте AbsolutePunk
- — рецензия на альбом «As If Everything Was Held in Place» на сайте Rockfreaks.net